# Flatö (Saltvik, Åland)
Flatö är en ö i Åland (Finland). Den ligger i den norra delen av landskapet, 30 km norr om huvudstaden Mariehamn. Arean är 1,4 kvadratkilometer.
Terrängen på Flatö är mycket platt. Öns högsta punkt är 21 meter över havet. Den sträcker sig 1,5 kilometer i nord-sydlig riktning, och 1,9 kilometer i öst-västlig riktning.